# Eurysternus plebejus
Eurysternus plebejus là một loài bọ cánh cứng trong họ Bọ hung (Scarabaeidae).